# غريغوريوس سانت فنسنت
غريغوريوس سانت فنسنت، أو غريغوار (8 سبتمبر 1584 - 5 يونيو 1667) هو راهب يسوعي وعالم رياضيات فلمنمكي. اشتهر بفضل أعماله في حساب مساحة القطع الزائد.
قدم غريغوار «أوضح حساب مبكر لمجموع السلاسل الهندسية». حلّ كذلك مفارقات زينون عن طريق إظهار أن الفترات الزمنية المعنية تشكل تسلسلًا هندسيًا وبالتالي فإن لها مجموع محدود.

## حياته
ولد غريغوار في بروج في 8 سبتمبر 1584. درس الفلسفة في دواي، ثم التحق بالجمعية اليسوعية في 21 أكتوبر 1605. أشاد كريستوفر كلافيوس في روما بموهبته. أُرسل غريغوار إلى لوفان في عام 1612، ورُسم كاهنًا في 23 مارس 1613. بدأ غريغوار التدريس بالاشتراك مع فرانسوا دي أغيلون في أنتويرب من 1617 إلى 2016. انتقل إلى لوفان في عام 1621، حيث عمل في تدريس الرياضيات حتى عام 1625. في ذلك العام، أصبح مهووسًا بمسألة تربيع الدائرة وطلب الإذن من موتيو فيتيليشي لنشر طريقته. لكن فيتليشي أحاله إلى كريستوف غرينبرغر، عالم الرياضيات في روما.
في 9 سبتمبر 1625، انطلق غريغوار إلى روما للتشاور مع غرينبرغر، ولكن دون جدوى. عاد إلى هولندا في عام 1627، وفي العام التالي، أُرسل إلى براغ للخدمة في منزل الإمبراطور فرديناند الثاني. عندما داهم الساكسونيون براغ في عام 1631، غادر غريغوار وفقد بعضًا من مخطوطاته في الفوضى. أُعيدت بعض من هذه المخطوطات إليه في عام 1641 عن طريق رودريكوس دي أرياغا.
من عام 1632، أقام غريغوار في الجمعية في غينت وعمل مدرسًا للرياضيات.
تطور تفكير غريغوار الرياضي بشكل واضح أثناء إقامته في أنتويرب. شرع بحل مسألة ثلاثية الزاوية وتحديد المتوسط المتناسب، واستخدم المتسلسلات اللانهائية، والخاصية اللوغاريتمية للقطع الزائد، والحدود، وطريقة الاستنفاد ذات الصلة. طبق غريغوار لاحقًا هذه الطريقة الأخيرة، ولا سيما على نظريته التي تعنى برسم المستوى، والتي طورها في لوفان في السنوات من 1621 إلى 1624.

## توجيه المستوى في المستوى
ألف غريغوار كتاب عمل هندسي الذي ساهم في:
استخدام واسع للصور الفضائية لإنشاء مجموعة من الأجسام، التي يجري تقليلها إلى بناء واحد يعتمد على «توجيه» شكل مستقيم الضلع، في غياب الرموز الجبرية والتكامل التفاضلي، حيث تلعب التحولات الهندسية النظامية دورًا أساسيًا. على سبيل المثال، يتكون «المقطع أو المنقار» من قطع أسطوانية دائرية صحيحة بواسطة مستوى مائل عبر قطر القاعدة الدائرية. وكذلك المقطع المزدوج الذي يتكون من أسطوانات ذات محاور عمودية.
كتب غريغوار مخطوطته في عشرينيات القرن السادس عشر ولكنها لم تُنشر حتى عام 1647. «جذبت مخطوطته الكثير من الاهتمام... بسبب النهج النظامي للتكامل الحجمي المطور تحت اسم توجيه المستوى في المستوى». يتبع مبدأ توجيه المستوى في المستوى أسلوب «بناء الأجسام عن طريق سطحين مستويين يقفان على نفس الخط الأفقي» وجرى العمل على هذا المبدأ وتطويره في الطبعة السابعة من كتاب عمل هندسي.
فيما يتعلق بحساب مساحة القطع الزائد، «يقوم غريغوار بكل شيء باستثناء إعطاء التعريف الصريح للعلاقة بين منطقة القطع الزائد واللوغاريتم».

## أعماله
من أبرز أعمال غريغوار في الهندسة والرياضيات:
• العمل الهندسي لتربيع الدائرة ومقاطع المخروط على شكل عشرة جنيهات (باللغة اللاتينية). أنتويرب: جان فان مورز وجاكوب فان مورز 1647.
• العمل الهندسي على الميزولابيوم من خلال خصائص جديدة للنسب الجزئية (باللغة اللاتينية) الذي نُشر بعد وفاته. غينت: بودين مانيليوس. 1668.